# Leon Popescu
Leon Popescu (ur. 1864, zm. 16 kwietnia 1918 w Bukareszcie) – rumuński producent filmowy, przedsiębiorca i mecenas. Dyrektor Teatru Lirycznego. Należało do niego pierwsze w historii Rumunii laboratorium obróbki taśmy filmowej. W 1912 był jednym z producentów jednego z najważniejszych dzieł rumuńskiego kina niemego, Wojny o niepodległość w reżyserii Artistide'a Demetrade.
Pod koniec pierwszej wojny światowej Popescu i należąca do niego firma Filmul de Artă Leon Popescu zmagali się z kłopotami finansowymi, co doprowadziło do załamania nerwowego producenta. W 1918 spłonął Teatr Liryczny, a wraz z nim wszystkie, oprócz Wojny o niepodległość, kopie filmów, które Popescu wyprodukował. Popescu zmarł w kilka dni po pożarze. Istnieje przypuszczenie, że być może to on sam, z rozpaczy wobec trudności finansowych, podpalił teatr i swoje filmy.
Postać Popescu była inspiracją do postaci producenta filmowego Leona Negrescu, w filmie Reszta jest milczeniem Nae Caranfila, opowiadającym o kulisach powstania Wojny o niepodległość.